# Éjszaka a múzeumban
Az Éjszaka a múzeumban (eredeti cím: Night at the Museum) 2006-ban bemutatott amerikai-brit fantasy–filmvígjáték, melyet Shawn Levy rendezett. A forgatókönyvet Ben Garant és Thomas Lennon írta, Milan Trenc 1993-as, The Night at the Museum című gyermekkönyve alapján. A főszerepben Ben Stiller látható, akinek a Vejedre ütök után ez a második legjövedelmezőbb produkciója.[forrás?] További fontosabb szerepekben Robin Williams, Carla Gugino és három neves komikus, Dick Van Dyke, Mickey Rooney és Bill Cobbs tűnik fel.
Az Amerikai Egyesült Államokban 2006. december 22-én mutatták be a mozikban. A filmhez új regény készült Leslie Goldman tollából a forgatókönyv alapján, amit a mozibemutatóval egy időben adtak ki.

## Cselekmény
Larry Daley elvált apa, azon felül egy igazi vesztes, aki képtelen huzamosabb ideig megtartani egy állást. Elkeseredetten próbálja elnyerni fia, Nick támogatását, akiről úgy érzi, hogy egyre inkább mostohaapjára, a nagymenő tőzsdeügynök Donra kezd felnézni. Hogy ki ne lakoltassák, Larry a csőd szélén álló, alig látogatott Természetrajzi Múzeumban vállal munkát éjjeliőrként.
A három idős, takarékossági okokból elküldött, ezután kényszerűen nyugdíjba vonuló éjjeliőr, Cecil, Gus és Reginald körbevezetik és tanácsokkal látják el. A három legfontosabb szabály, hogy mindig legyen nála az elemlámpája, nagyon vigyázzon a kulcsokra, valamint se ki, se be nem engedhet senkit és semmit. Ez utóbbit Larry nem teljesen érti. További jótanács, hogy hagyjon égve némi fényt, hogy éjjel, egyedül ne kapjon frászt.
Az első éjszaka eleinte nyugodtan telik, Larry szórakozik kicsit a hangosbeszélővel, ám hamarosan szinte egy horrorfilmbe csöppen. A múzeumban kiállított kitömött állatok életre kelnek és folytatják a tőlük megszokott tevékenységet. Hamarosan oroszlánok, zebrák és egyéb állatok, köztük egy óriási tyrannosaurus rex csontváz, valamint egy szemtelen, tolvaj majom rohangásznak a múzeumban. A diorámákban kiállított emberek bábui is életre kelnek. Ősemberek ugrabugrálnak, Attila a hun mindenkit szét akar tépni, az egyiptomi szarkofágban lévő múmia őrjöngve próbál kiszabadulni. A római és vadnyugati dioráma apró kis figurái Larryt óriásnak vélik és fogságba akarják ejteni. Kitör a káosz.
Larry kétségbeesve hívja a régi őröket, ám csak annyit mondanak neki, hogy minden le van írva a szabályzatban. Az első pontig sikerül is eljutnia, így megszelídítenie a T.Rex csontvázat, aki valójában csak egy kis dobd el, visszahozom játékra vágyik. A teendőket tartalmazó papírokat azonban széttépi Dexter, az Afrika terem tolvaj majma. Szerencsére Larry segítségére siet a csatatérré vált múzeumban Theodore Roosevelt megelevenedett viaszszobra, aki elmagyarázza neki, hogy egy egyiptomi tábla varázserejének köszönhetően a múzeumban éjjelente minden életre kel. Azonban, ha bármi elhagyja az épületet és nem tér vissza napkeltéig, az porrá válik.
Larry a pokoli éjszakát látván azonnal kilépne, Theodore győzi meg, hogy maradjon. Cecil tanácsára tanulmányozni kezdi a kiállított tárgyakhoz kapcsolódó történeteket, hogy a következő éjjelre felkészültebb legyen. Zárás előtt az egyik teremben találja Rebeccát, a múzeum egyik alkalmazottját, aki elmondja neki, már évek óta dolgozik disszertációján, aminek tárgya Sacagawea, a múzeumi diorámában is látható indiánlány. Mikor Larry felajánlja neki, hogy összehozza vele, Rebecca csalódottan távozik a múzeumból, úgy vélve, hogy Larry szórakozik vele, vagy esetleg nem teljesen épelméjű.
A következő éjszaka jobban alakul, ám Larry terve a rend megteremtésére visszafelé sül el, mikor Dexternek ismét sikerül megfújnia a kulcscsomóját, amivel a szemtelen majom kinyit egy ablakot. Az egyik neandervölgyi ember kiszökik rajta, s mikor a nap felkel, Larry szeme láttára válik semmivé. A férfi majdnem elveszíti állását az ősemberek kifutójának katasztrofális állapota miatt.
Hogy lenyűgözze fiát, Larry felajánlja Nicknek, elviszi őt éjszakára munkahelyére, azonban semmi nem éled fel, ami miatt Nick újra csalódik apjában. Már akar hazaindulni, amikor furcsa árnyakat látnak settenkedni. A három árny nem más, mint Cecil, Gus és Reginald, akik ellopták és az őrök szobájába rejtették az egyiptomi táblát, ezért maradt el az éjszakai nyüzsgés. Nekik azért kell, mivel az visszaadja fiatalkori életerejüket. Nyugdíj-kiegészítés gyanánt egyéb kincseket is összepakoltak, most akarnák a lopott dolgokat elvinni. Larry nem bír a rozzant, de a tábla hatására megifjodott öregurakkal, de Nicknek sikerül kézbe venni a bűvös táblát, apja kérésére elfordítja a középső billentyűjét, ekkor minden kiállított tárgy ismét megelevenedik. Cecil újfent megkaparintja a táblát, s bezárja Larryt és fiát az Egyiptom terembe.
Miután sikerül épségben átfutniuk a két hatalmas Anubisz szobor alatt, Larry kinyitja Ahkmenrah fáraó múmiájának szarkofágját, aki elrendeli a szobroknak, hogy törjék át a terem kapuját. Ahkmenrah segítségével Larry békét köt az állandóan őt üldöző Attilával, a hunnal, majd megbékélteti az összes, egymással csatározó kiállítási tárgyat. Meggyőzi őket, hogy együttes erőre van szükség ahhoz, hogy visszaszerezzék a három öregembertől a táblát, különben soha többé nem kelhetnek életre ismét. Az összes megelevenedett bábu, Attila és hunjai, a kék és szürke ruhás ellenséges polgárháborús katonák, a neandervölgyiek, a mini cowboyok és a rómaiak is Larry segítségére sietnek.
A polgárháborús katonák elfogják Gust, Kolumbusz Kristóf pedig sarokba szorítja Reginaldot, ám Cecil kereket old lovasszekéren, mivel furgonjának gumiját leeresztették a miniatűr cowboyok és római légiósok. Larry betöri Sacagawea kifutójának üvegét, hogy segítséget kérjen a nyomkövető indiántól. A kiállítási tárgyak hathatós közreműködésével Larry végül megállítja az áruló egykori múzeumőrt, s a hunok visszaviszik Cecilt az épületbe két társához. Ahkmenrah, birtokában a táblával, mindent a helyére varázsol.
Rebecca látja egy taxiból, amint a számos afrikai állat és viaszbábú átkel az úton a múzeum bejárata felé, s ráébred, hogy Larry igazat mondott neki. Belép az épületbe, ahol találkozik Sacagaweával, s az indián lány készségesen segít neki kérdéseiben.
Másnap Dr. McFee, a múzeum igazgatója a hóban hagyott dinoszauruszlábnyomokról, a metróaluljáróban keletkezett barlangrajzokról szóló híradásokat látva elbocsátani készül Larryt, ám mikor meglátja, hogy a múzeum forgalma a többszörösére nőtt a különleges reklámnak köszönhetően, meggondolja magát. Azon az éjszakán Larry, Nick és a kiállítottak csatározás helyett egész éjjel mulatnak.

## Szereplők
| Szereplő                   | Színész              | Magyar hang         |
| -------------------------- | -------------------- | ------------------- |
| Larry Daley                | Ben Stiller          | Kálloy Molnár Péter |
| Rebecca                    | Carla Gugino         | Solecki Janka       |
| Cecil Fredericks           | Dick Van Dyke        | Kristóf Tibor       |
| Gus                        | Mickey Rooney        | Verebély Iván       |
| Reginald                   | Bill Cobbs           | Gruber Hugó         |
| Theodore Roosevelt         | Robin Williams       | Mikó István         |
| Nick Daley, Larry fia      | Jake Cherry          | Penke Bence         |
| Dr. McPhee, múzeumigazgató | Ricky Gervais        | Csankó Zoltán       |
| Attila, a hun              | Patrick Gallagher    | Törköly Levente     |
| Ahkmenrah, a fáraó         | Rami Malek           | Seszták Szabolcs    |
| Erica Daley                | Kim Raver            | Spilák Klára        |
| Kolumbusz Kristóf          | Pierfrancesco Favino | Tarján Péter        |
| Octavius                   | Steve Coogan         | Tahi Tóth László    |
| Don                        | Paul Rudd            | Bodrogi Attila      |
| Jedediah, cowboy           | Owen Wilson          | Miller Zoltán       |

## Dalok a filmben
- Friday Night – a McFly előadásában, nem szerepel a film amerikai változatában, de néhány nemzetközi vágásban hallható
- September – az Earth, Wind and Fire előadásában, a végefőcím előtt, mikor mindenki bulizik a múzeumban
- Weapon of Choice – a Fatboy Slim előadásában, abban a jelenetben, mikor Larry második éjszakájának vág neki a múzeumban, s készül a káoszra
- Tonight – Keke Palmer előadásában, a végefőcím alatt
- Eye of the Tiger – Ben Stiller előadásában, abban a jelenetben, mikor Larry az időt próbálja elütni a mikrofonnal a portásfülkében.
- Mandy – Barry Manilow előadásában, akkor hallható, mikor Larryt Attila, a hun üldözi

## Fogadtatás
Az Éjszaka a múzeumban hozta a legnagyobb bevételt nyitóhétvégéjén, 30,4 millió dollárt 3685 moziból Észak-Amerikában. A négynapos karácsonyi hétvége során 42,2 millió dollárt gyűjtött.
A második hétvége alkalmával a film 36,8 millióra növelte bevételét, ami annak köszönhető, hogy ezúttal nem esett a három nap egyikére szenteste napja, amikor a mozik korábban zárnak.. Harmadik nekifutásra is elsőséget élvezett a 20th Century Fox által forgalmazott film, 23,7 millió dollárral, ekkor már 163,8 millión állt bevételi mutatója. 2007 áprilisának közepén bezárólag 248 milliót tudhat magáénak a film, s további 314 milliót a nemzetközi forrásokból, ahol öt héten át volt a legnézettebb mozi. Összbevétele így 563 millióra rúg, amivel 5. a 2006-os éves listán.
A filmet a kritikusok túlnyomórészt rossznak találták, a Rotten Tomatoes oldalán 43%-on áll a pontok átlaga. James Berardinelli a Reelviewstől úgy nyilatkozott Stiller játékáról, hogy „Talán fair Ben Stillernek ötöst adni erőfeszítésére, de hogy »színészetnek« nevezzük, amit ebben a filmben csinál, elhibázott dolog volna. Sokat rohangál fel-alá, alkalmanként elesik vagy belebotlik dolgokba.” William Arnold, a Seattle Post-Intelligencer munkatársa pozitív írásában azt állította, a film azért készült, hogy „megnyerje és magával ragadja közönségét, a családokat az ember és a természet történelmének pompájával, s ez meglepően érdemes ambíció egy hollywoodi vígjátéktól.”

## Érdekességek
- Az Amerikai Természetrajzi Múzeum (New York) dolgozói a filmnek tulajdonítják a látogatók számának közel 20%-os növekedését a téli szünet idején. A múzeum médiakapcsolatokért felelős képviselőjének elmondása szerint december 22. és január 2. között ötvenezerrel több látogatót fogadtak, mint az azt megelőző év hasonló időszakában.[5]
- A filmben szereplő épület, amit a kanadai Vancouverben építettek fel stúdióban, a fent említett New York-i múzeumon alapszik. Külső felvételekhez ezt is használták.[6]
- Az állatidomárok heteket töltöttek Crystal, a majom betanításával, hogyan üsse és harapja meg Stillert a filmben.[7]
- A film 2007. március 27-én jelent meg 1, illetve 2 lemezes DVD-n az Egyesült Államokban.